# 進撃のノア
進撃のノア（しんげきのノア、1995年1月12日 - ）は、日本のキャバクラ嬢、実業家。大阪・北新地のキャバクラ「クラブランス」社長。

## 人物
大阪府八尾市出身。身長159cm。血液型はA型。
風変わりな源氏名は、たくさんのキャバクラ嬢から相手される客にもすぐ名前を覚えてもらえるインパクトを重視している。
中学時代に見たドキュメンタリー番組でキャバクラの世界に憧れを持った。15歳で単身ニュージーランドに留学し、帰国後は大学に進学した。しかし、キャバクラ業界への思いを断ち切れず、2年で退学し、大阪・ミナミのキャバクラ「クラブディアー」でデビューした。
2015年に大阪・北新地のキャバクラ「クラブニルス」へ移籍し、トップセールスを維持してエースグループ全店舗の統括プレーヤーになった。2018年には4日で1億円を売り上げたエピソードがテレビ番組で紹介された。
2018年に大阪・北新地でエースグループ傘下のキャバクラ「クラブランス」を開店し、社長に就任。さらに、2022年4月には2号店となる「クラブレイズ」を開店した。
2025年5月31日、YouTuberのヒカルとの交際0日での結婚を発表した。

## 書籍

### 著書
- 好かれる力（2018年9月30日、光文社）[1]
- 49%に嫌われ、51%に好かれる社長になれ（2022年7月4日、KADOKAWA）[6]